# 생방송 오늘 저녁, 부산입니다
생방송 오늘 저녁, 부산입니다는 부산MBC 표준FM(부산 FM 95.9MHz, 기장 FM 106.5MHz, 양산 FM 97.7MHz)에서 평일 저녁 6시 5분부터 저녁 7시까지 방송되는 퇴근길 시사 프로그램이다.

## 역대 방송시간
| 방송 채널      | 방송 기간                           | 방송 시간                        |
| -------------- | ----------------------------------- | -------------------------------- |
| 부산MBC 표준FM | 2018년 10월 8일 ~ 2024년 5월 31일   | 평일 저녁 6:15 ~ 7:00            |
| 부산MBC 표준FM | 2024년 6월 3일 ~ 2024년 12월 27일   | 평일 저녁 6:10 ~ 7:00            |
| 부산MBC 표준FM | 2024년 12월 30일 ~ 2024년 12월 31일 | 월요일 ~ 화요일 저녁 6:10 ~ 7:00 |
| 부산MBC 표준FM | 2025년 1월 1일 ~ 현재               | 평일 저녁 6:05 ~ 7:00            |

## 진행
- 강민경 아나운서

## 역대 진행
| 대수 | 진행자          | 진행 기간                         | 비고 |
| ---- | --------------- | --------------------------------- | ---- |
| 1대  | 이지희 아나운서 | 2018년 10월 8일 ~ 2021년 2월 15일 |      |
| 2대  | 서효원 아나운서 | 2022년 8월 1일 ~ 2023년 7월 20일  |      |
| 3대  | 서정모 아나운서 | 2023년 7월 24일 ~ 2024년 3월 4일  |      |
| 4대  | 이지희 아나운서 | 2024년 3월 5일 ~ 2025년 3월 14일  |      |
| 5대  | 강민경 아나운서 | 2025년 3월 17일 ~ 현재            |      |

## 같이 보기
- 부산문화방송
- MBC 표준FM
- 권순표의 뉴스 하이킥